# NGC 1811
NGC 1811 је спирална галаксија у сазвежђу Голуб која се налази на NGC листи објеката дубоког неба.
Деклинација објекта је - 29° 16' 35" а ректасцензија 5h 8m 42,5s. Привидна величина (магнитуда) објекта NGC 1811 износи 13,6 а фотографска магнитуда 14,5. NGC 1811 је још познат и под ознакама ESO 422-37, MCG -5-13-8, AM 0506-292, PGC 16811.